# Grand Canyon Railway
| |                      |                                               |                                               |
| |                      |                                               |                                               |
| Streckenlänge: | 102,6 km             |                                               |                                               |
| Spurweite: | 1435 mm (Normalspur) |                                               |                                               |
| Maximale Neigung: | 30 ‰                 |                                               |                                               |
| |                      |                                               |                                               |
| \| \| \| von Phoenix \| \| \| \| \| Betriebsgrenze BNSF Railway/GCRY \| \| \| \| 0 \| Williams \| Williams \| \| \| \| Gleisdreieck \| \| \| \| 1,1 \| Interstate 40 \| Interstate 40 \| \| \| \| Bahnbetriebswerk \| \| \| \| 2,0 \| von Los Angeles \| von Los Angeles \| \| \| \| Williams Junction \| \| \| \| \| nach Kansas \| \| \| \| 10,5 \| Pitt bis 1942 \| Pitt bis 1942 \| \| \| 11,3 \| Anschluss Cinder Pit Wye, bis etwa 1924 \| Anschluss Cinder Pit Wye, bis etwa 1924 \| \| \| 14,5 \| Red Lake bis ca. 1956 \| Red Lake bis ca. 1956 \| \| \| 23,8 \| Bly bis 1941 \| Bly bis 1941 \| \| \| 29,3 \| Mile Post 18 von 1941 bis 1974 \| Mile Post 18 von 1941 bis 1974 \| \| \| 33,0 \| Quivero bis 1908: „Prado“ \| Quivero bis 1908: „Prado“ \| \| \| 46,7 \| Valle \| Valle \| \| \| 60,7 \| Willaha \| Willaha \| \| \| 70,5 \| Woodin \| Woodin \| \| \| 72,3 \| Anita aufgegeben 1972 \| Anita aufgegeben 1972 \| \| \| \| Anschluss Kupfer-Bergwerke \| \| \| \| 80,5 \| Hopi aufgegeben 1942 \| Hopi aufgegeben 1942 \| \| \| 83,7 \| Imbleau bis 2001: Apex \| Imbleau bis 2001: Apex \| \| \| \| Anschl. Saginaw & Manister Lumber Co. (42 km) \| \| \| \| 92,1 \| Coconino bis etwa 1954 \| Coconino bis etwa 1954 \| \| \| 96,4 \| Nationalparkgrenze „Grand Canyon“ \| Nationalparkgrenze „Grand Canyon“ \| \| \| \| Gleisdreieck \| \| \| \| 102,6 \| Grand Canyon ursprünglich: Grand Cañon \| Grand Canyon ursprünglich: Grand Cañon \| |                      |                                               |                                               |
| Strecke |                      | von Phoenix                                   | von Phoenix                                   |
| Strecke von links · Abzweig geradeaus und nach rechts |                      | Betriebsgrenze BNSF Railway/GCRY              | Betriebsgrenze BNSF Railway/GCRY              |
| Strecke · Bahnhof | 0                    | Williams                                      | Williams                                      |
| Strecke · Abzweig geradeaus, nach rechts und von rechts |                      | Gleisdreieck                                  | Gleisdreieck                                  |
| Strecke · Strecke mit Straßenbrücke | 1,1                  | Interstate 40                                 | Interstate 40                                 |
| Strecke · Abzweig geradeaus und von rechts |                      | Bahnbetriebswerk                              | Bahnbetriebswerk                              |
| Abzweig geradeaus und von links · Kreuzung geradeaus unten | 2,0                  | von Los Angeles                               | von Los Angeles                               |
| Dienststation / Betriebs- oder Güterbahnhof · Strecke |                      | Williams Junction                             | Williams Junction                             |
| Strecke nach rechts · Strecke |                      | nach Kansas                                   | nach Kansas                                   |
| ehemaliger Bahnhof | 10,5                 | Pitt bis 1942                                 | Pitt bis 1942                                 |
| Abzweig geradeaus und ehemals nach rechts | 11,3                 | Anschluss Cinder Pit Wye, bis etwa 1924       | Anschluss Cinder Pit Wye, bis etwa 1924       |
| ehemaliger Bahnhof | 14,5                 | Red Lake bis ca. 1956                         | Red Lake bis ca. 1956                         |
| ehemaliger Haltepunkt / Haltestelle | 23,8                 | Bly bis 1941                                  | Bly bis 1941                                  |
| ehemaliger Haltepunkt / Haltestelle | 29,3                 | Mile Post 18 von 1941 bis 1974                | Mile Post 18 von 1941 bis 1974                |
| Dienststation / Betriebs- oder Güterbahnhof | 33,0                 | Quivero bis 1908: „Prado“                     | Quivero bis 1908: „Prado“                     |
| ehemaliger Bahnhof | 46,7                 | Valle                                         | Valle                                         |
| Dienststation / Betriebs- oder Güterbahnhof | 60,7                 | Willaha                                       | Willaha                                       |
| ehemaliger Haltepunkt / Haltestelle | 70,5                 | Woodin                                        | Woodin                                        |
| ehemaliger Bahnhof | 72,3                 | Anita aufgegeben 1972                         | Anita aufgegeben 1972                         |
| Abzweig geradeaus und ehemals nach rechts |                      | Anschluss Kupfer-Bergwerke                    | Anschluss Kupfer-Bergwerke                    |
| ehemaliger Haltepunkt / Haltestelle | 80,5                 | Hopi aufgegeben 1942                          | Hopi aufgegeben 1942                          |
| Dienststation / Betriebs- oder Güterbahnhof | 83,7                 | Imbleau bis 2001: Apex                        | Imbleau bis 2001: Apex                        |
| Abzweig geradeaus und ehemals nach rechts |                      | Anschl. Saginaw & Manister Lumber Co. (42 km) | Anschl. Saginaw & Manister Lumber Co. (42 km) |
| ehemaliger Haltepunkt / Haltestelle | 92,1                 | Coconino bis etwa 1954                        | Coconino bis etwa 1954                        |
| Grenze | 96,4                 | Nationalparkgrenze „Grand Canyon“             | Nationalparkgrenze „Grand Canyon“             |
| Abzweig geradeaus, nach rechts und von rechts |                      | Gleisdreieck                                  | Gleisdreieck                                  |
| Kopfbahnhof Streckenende | 102,6                | Grand Canyon ursprünglich: Grand Cañon        | Grand Canyon ursprünglich: Grand Cañon        |

Die Grand Canyon Railway (AAR-Reporting mark: GCRY) ist eine US-amerikanische Bahngesellschaft, die die knapp 103 Kilometer lange normalspurige Eisenbahnstrecke von Williams nach Grand Canyon Village am Südrand des Grand Canyons im US-Bundesstaat Arizona betreibt.

## Geschichte

### Santa Fe

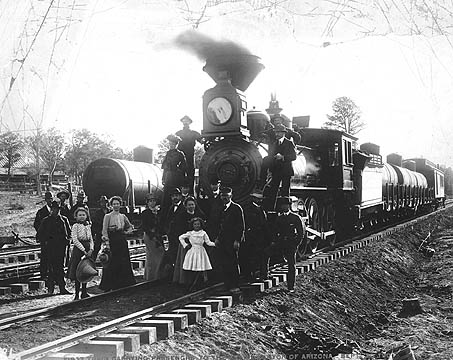
Eröffnungszug 1901

Die Strecke verfolgte sowohl das Ziel, in Anita die dort gelegenen Kupfer-Bergwerke an das Eisenbahnnetz anzuschließen, als auch das touristische Potential des Grand Canyon zu erschließen. Seit etwa 1880 wurde der Canyon als touristisches Ziel entwickelt und war zunächst nur mit der Postkutsche von Flagstaff aus in elfstündiger Fahrt erreichbar. Lokale Interessen versuchten, die Atchison, Topeka and Santa Fe Railway (AT & SF) für das Projekt zu gewinnen. 1897 wurde schließlich die Santa Fe and Grand Canyon Railroad Company gegründet, 1899 mit dem Bau der Strecke begonnen.
Die Santa Fe and Grand Canyon Railroad Company wurde 1899 von der AT & SF übernommen, die den Streckenbau vollendete und den Betrieb hier am 17. September 1901 aufnahm. In Spitzenzeiten verkehrten täglich zwei planmäßige Zugpaare und viele Sonderzüge im Personenverkehr auf der Strecke. Hinzu kam Güterverkehr für die anliegenden Bergwerke, die Holzindustrie und die Rinderfarmen entlang der Strecke.
Um den Verkehr auf der Strecke zu fördern, errichtete die AT & SF auch in größerem Umfang touristische Infrastruktur am Südrand des Grand Canyon, darunter auch das dortige Spitzenhotel, das El Tovar. Dabei wurde mehrfach die Architektin Mary Colter beauftragt. 1904 wurde das Management dieser Einrichtungen an das Hotel- und Gastronomieunternehmen von Fred Harvey übertragen.
1910 wurde das heute noch bestehende Empfangsgebäude in Grand Canyon Village in Blockbauweise errichtet. Es ersetzte eine einfache Baracke, die zuvor als Empfangsgebäude gedient hatte. Das Gebäude von 1910 steht heute nach Bundesrecht unter Denkmalschutz. Es soll das letzte eines Kopfbahnhofs in Blockbauweise sein, das heute noch in den Vereinigten Staaten betrieben wird. Der Bahnhof hatte ursprünglich sechs Bahnsteiggleise. Davon sind heute noch zwei in betriebsfähigem Zustand. Das historische Empfangsgebäude in Williams stammt aus dem Jahr 1908.
Am 29. Juli 1916 gab nach schwerem Unwetter bei Kilometer 58 (milepost 36) eine Brücke über den Miller Wash nach, als sie von einem Personenzug befahren wurde. Der Heizer wurde dabei zwischen Lokomotive und Tender eingeklemmt und starb, der Lokomotivführer wurde verletzt. Da er vorsichtshalber nur im Schritttempo gefahren war, blieben die Fahrgäste unverletzt.
Bis 1926 wurde das gesamte Trinkwasser für Grand Canyon Village mit der Eisenbahn heran transportiert.
Eine Reihe von US-Präsidenten, Show-Größen und auch König Paul und Königin Frederike von Griechenland reisten auf der Bahnstrecke zum Grand Canyon.
Mit zunehmender Bedeutung des Individualverkehrs ging das Transportaufkommen auf der Strecke zurück. Der letzte Personenzug verließ Grand Canyon Village am 30. Juni 1968. Seine Lokomotive zog noch einen Gepäckwagen und einen Personenwagen. Der Zug beförderte noch drei Reisende. 1969 wurde der Verkehr nach Grand Canyon Village insgesamt eingestellt. Güterverkehr wurde auf dem weiter südlich liegenden Abschnitt noch bis 1974 durchgeführt, dann wurde die Strecke stillgelegt.

### Grand Canyon Railway
1989 übernahm die Grand Canyon Railway die Strecke. Dies war der vierte Versuch, die Strecke wieder in Betrieb zu nehmen. Die Grand Canyon Railway war an das Unternehmerehepaar Max and Thelma Biegert zur Verwertung übertragen worden, nachdem einer ihrer Gläubiger Insolvenz anmelden musste und sein Kredit durch eine Hypothek auf die Eisenbahn zugunsten der Biegerts abgesichert war. Diese stiegen daraufhin selbst in das Projekt ein. Sie investierten zunächst eine Summe von $ 15 Mio., um die Strecke wieder in betriebsfähigen Zustand zu versetzen und eine Grundausstattung an Fahrzeugen zu erwerben. Bereits am 17. September 1989 – genau 88 Jahre nach der ersten Streckeneröffnung – konnte die Strecke wieder eingeweiht werden.

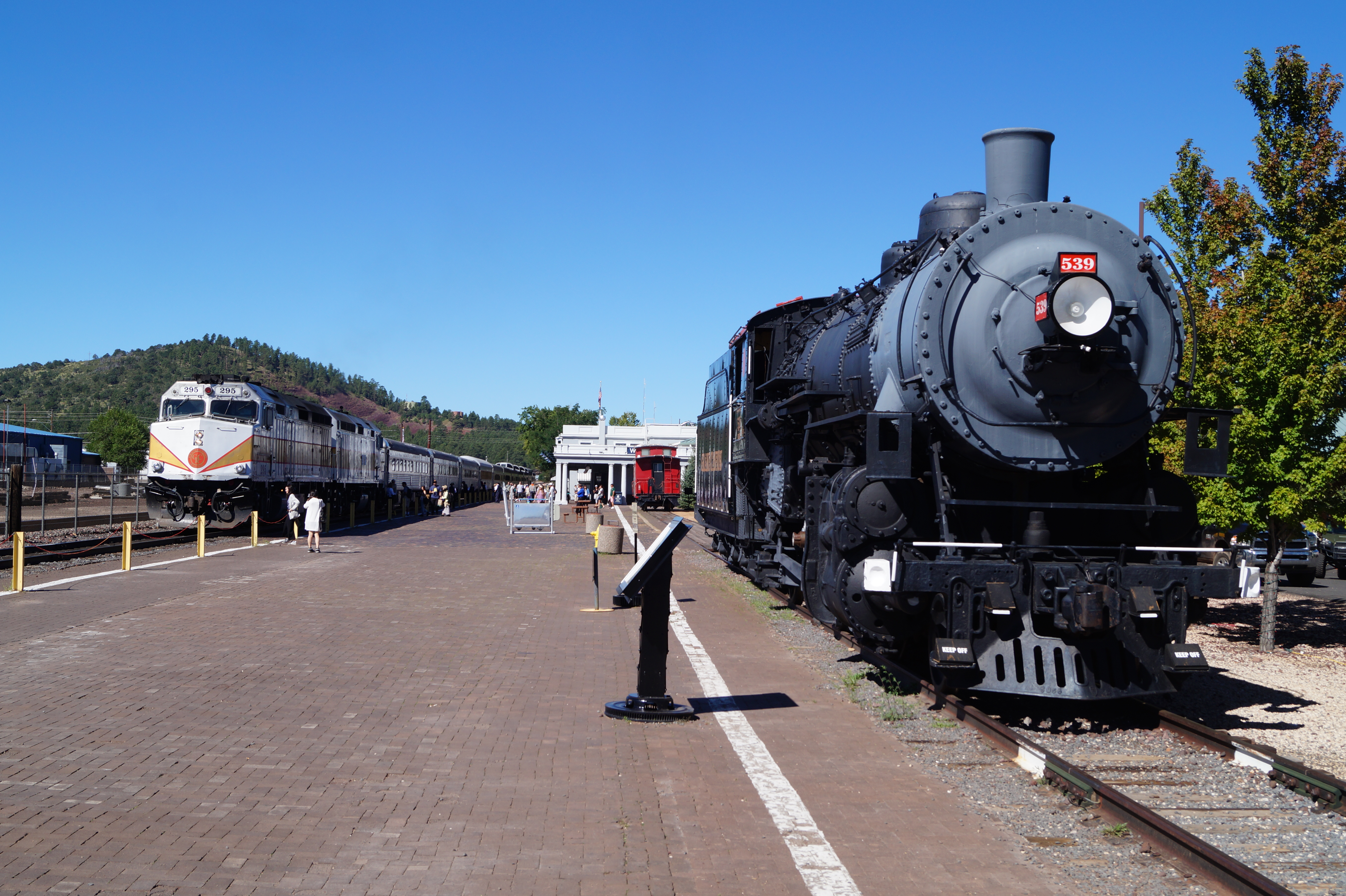
Grand Canyon Railway in Williams, Arizona

2006 verkauften Max and Thelma Biegert die GCRy für eine unbekannte Summe an das Unternehmen Xanterra Parks and Resorts, das Serviceleistungen in und um US-amerikanische Nationalparks erbringt. Die GCRy wies damals Jahreseinnahmen von $ 40 Mio. auf und hatte 480 Angestellte. Xanterra ist aus dem Unternehmen von Fred Harvey hervorgegangen, der im 19. Jahrhundert im „Wilden Westen“ erstmals für annehmbare Verpflegung und Unterkunft entlang der Eisenbahnen sorgte. Xanterra wurde 2008 von Philip  Anschutz gekauft.

## Betrieb

### Strecke

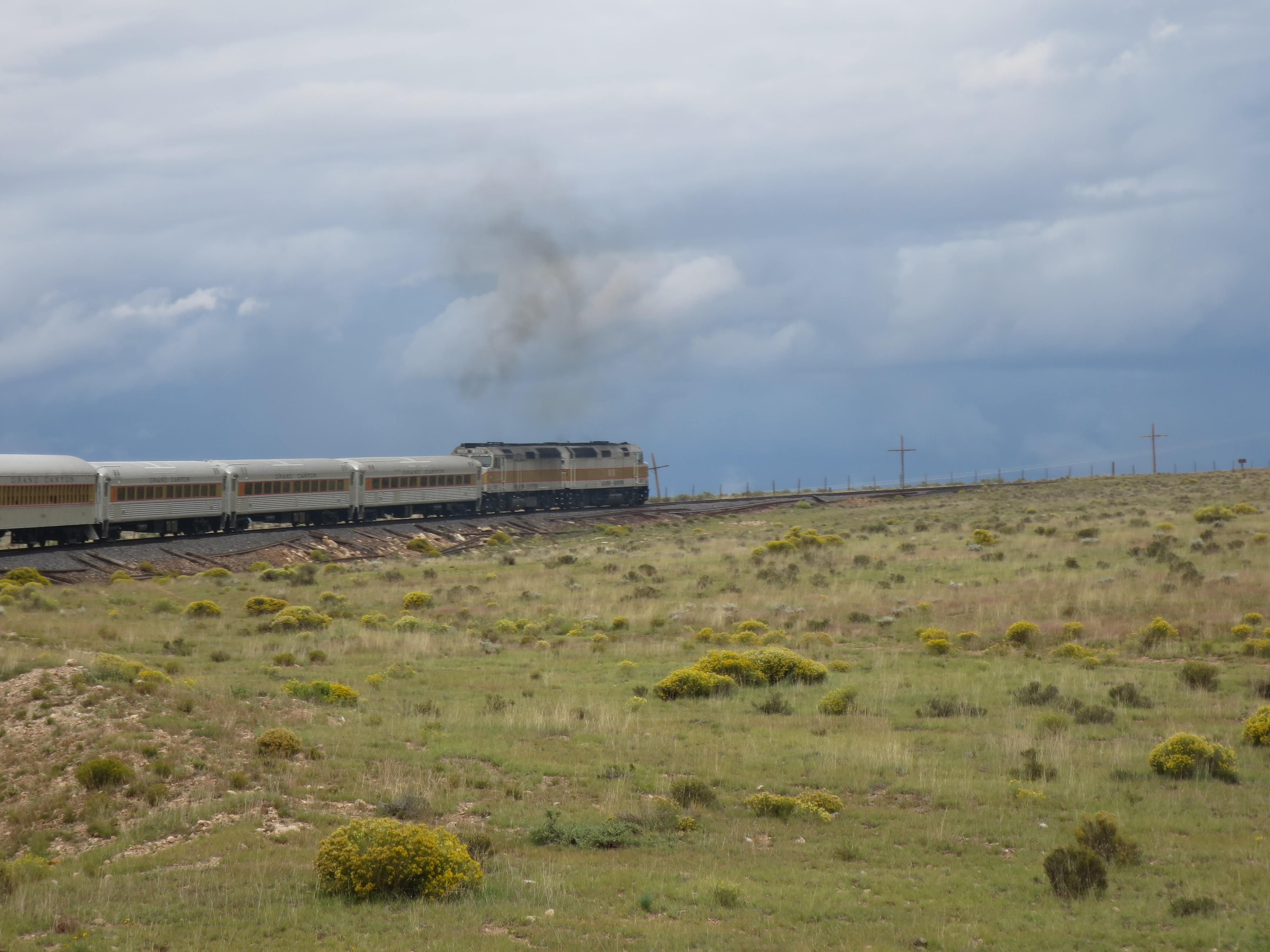
Regelzug, Herbst 2014

Die nicht elektrifizierte Strecke beginnt am Bahnhof Williams. Von hier besteht eine Gleisverbindung zur Strecke Williams Junction–Phoenix, AZ. Die Grand Canyon Railway verläuft von Williams aus nordwärts bis nach Grand Canyon Village, wo sie in einem Kopfbahnhof nur etwa 100 Meter Luftlinie vom Südrand des Grand Canyon endet.
Die Streckensicherung besteht in einer Sperrfahrt (es befindet sich immer nur ein Zug auf der Strecke). Auf der Strecke besteht eine generelle Höchstgeschwindigkeit von 40 mph (ca. 65 km/h), innerhalb des Nationalparks von 25 mph (40 km/h). Deshalb beträgt die Fahrzeit des Zuges für die etwas mehr als 100 km 2 ¼ Stunden.

### Fahrzeuge

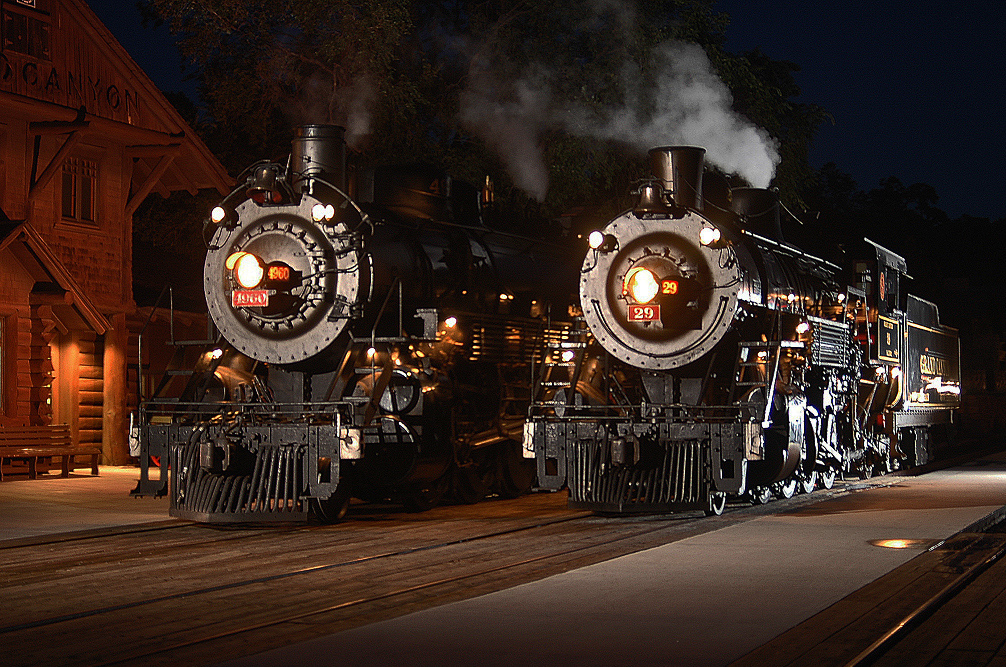
Dampflokomotiven 29 und 4960 im Bahnhof von Grand Canyon

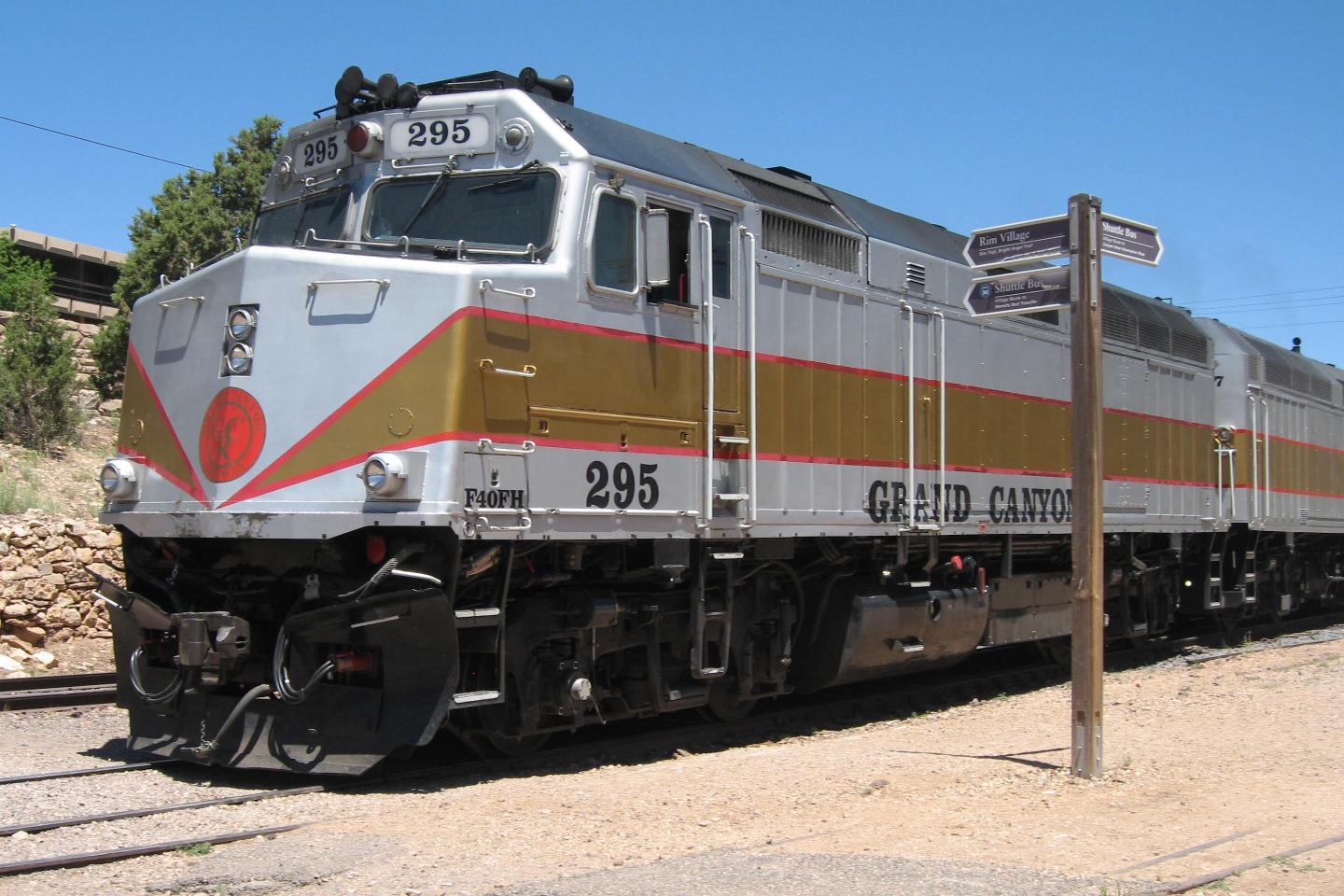
Dieselelektrische Lokomotive der Baureihe EMD F40PH in Grand Canyon Village

Die Grand Canyon Railway betreibt Dampflokomotiven:
- Nr. 29, eine Consolidation, eine 1D-Tenderlokomotive, 1906 von der American Locomotive Company gebaut.[12]
- Nr. 539, eine Mikado, eine 1D1-Tenderlokomotive, derzeit nicht betriebsfähig. Sie ist am Bahnsteig im Bahnhof von Williams abgestellt.
- Nr. 4960, eine weitere Mikado von den Baldwin Locomotive Works 1923 gebaut und betriebsfähig.[12] Beheizt wird sie mit Pflanzenölkraftstoff.

Zu ihren Diesellokomotiven gehören 14 ALCO FPA-4-Lokomotiven, sowohl Endeinheiten mit Führerstand als auch Mitteleinheiten ohne Führerstand. Die GCRy besitzt damit heute als einzige Bahn noch die Möglichkeit, Züge mit ALCO FPA-4-Lokomotiven in Vierfach-Traktion (Endeinheit / 2 Mitteleinheiten / Endeinheit) zu bespannen. Weiter wurden drei EMD F40PH von Amtrak erworben, die von Electro-Motive Diesel/General Motors 1977–1979 gebaut wurden. Ergänzt wird das durch eine EMD GP7, Nr. 2134.
Die Personenwagen bestehen aus zwei Gruppen: Zum einen wurden 17 Sitzwagen des Baujahrs 1923 von den Southern Pacific Lines erworben und aufgearbeitet, die zum Teil über 60 Jahre lang im Nahverkehr auf der Strecke San Jose–San Francisco gelaufen waren. Zum andern besteht der Fahrzeugpark aus Wagen des Fernverkehrs aus den 1940er bis 1960er Jahren, überwiegend von Budd gebaut. Letztere werden im Regelverkehr der GCRy heute überwiegend eingesetzt.

### Verkehr

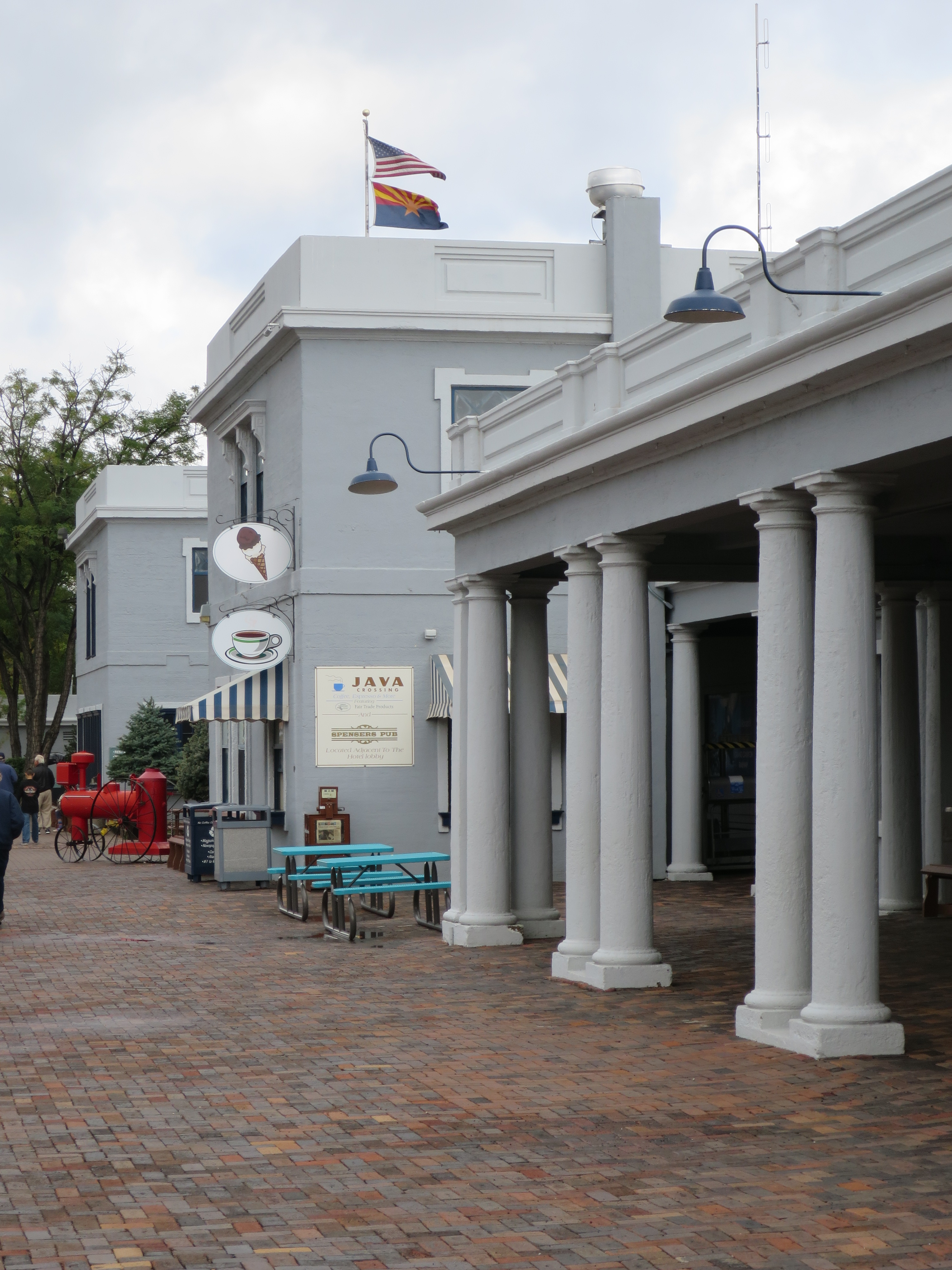
Empfangsgebäude Williams

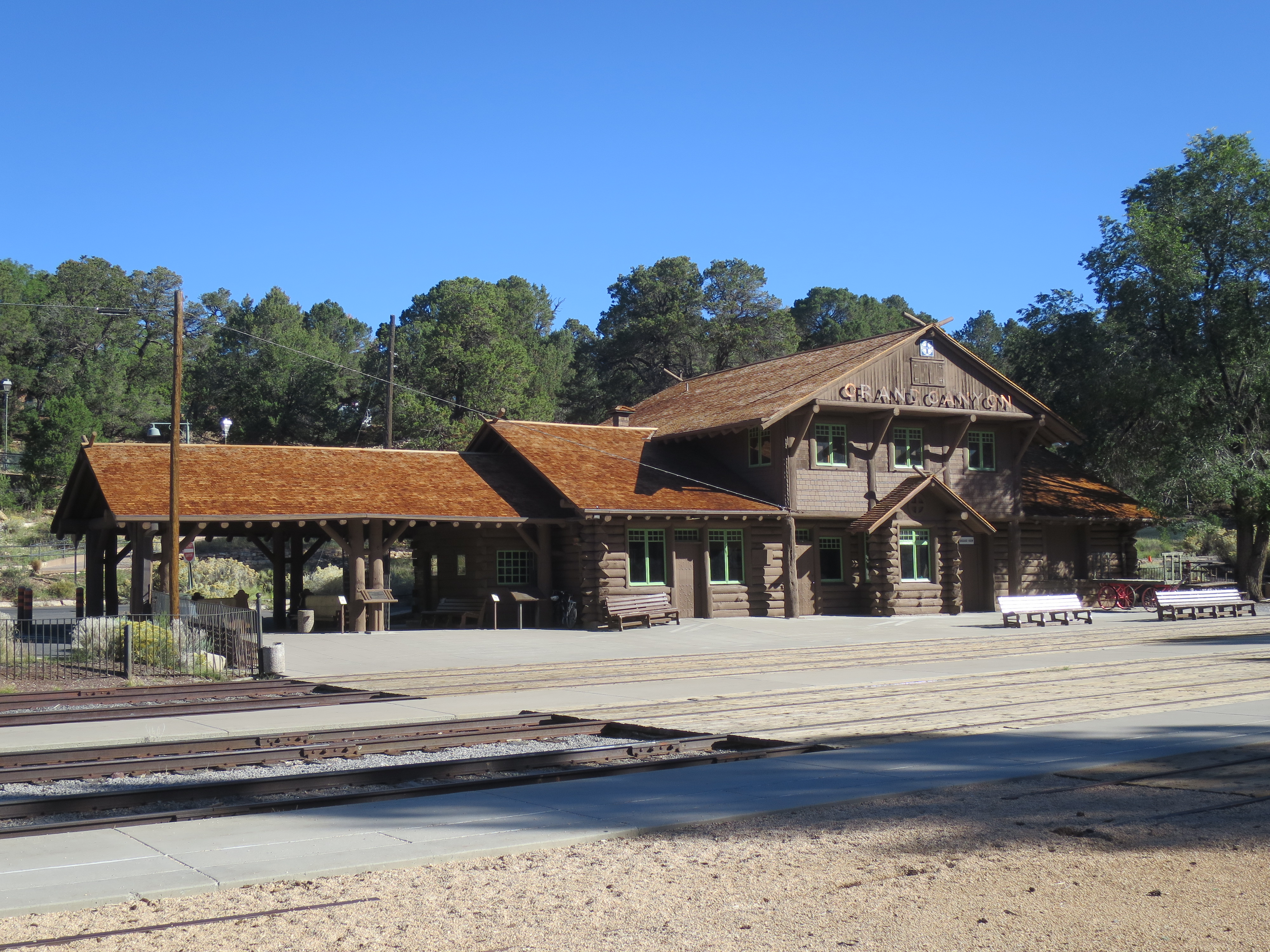
Bahnhof Grand Canyon

Die Grand Canyon Railway betreibt ganzjährig fahrplanmäßigen und täglichen Verkehr auf der Strecke – außer an Weihnachten. In der Regel verkehrt ein Zugpaar pro Tag, das morgens in Williams, nachmittags im Grand Canyon Village abfährt. In der Hauptsaison kann bei Bedarf ein weiteres Zugpaar dazu kommen. In der Weihnachtszeit wird für Kinder auf dem südlichen Teilstück ein Polarexpress gefahren, der sie zum Weihnachtsmann an den „Nordpol“ bringt, eine an der Strecke aufgebaute Kulissenstadt. Hiermit werden etwa 90.000 Fahrgäste pro Saison befördert.
Im Sommer werden an einzelnen Tagen, die vorher im Jahresfahrplan angekündigt werden, auch Dampflokomotiven eingesetzt, normalerweise wird jedoch heute mit Diesellokomotiven gefahren. Bis 2008 wurden die Dampflokomotiven in der Hochsaison vor alle Regelzüge gespannt. Das wurde nach Darstellung der GCRy wegen des im Vergleich zur Dieseltraktion hohen Ausstoßes von Treibhausgasen aufgegeben. Allerdings scheinen eher wirtschaftliche Überlegungen eine Rolle gespielt zu haben: Mit Aufgabe des regelmäßigen Dampfbetriebs wurden auch 20 Angestellte entlassen.
Der Verkehr ist auf das amerikanische Publikum ausgerichtet, für das eine Eisenbahnfahrt an sich schon ein seltenes Ereignis darstellt. Dramatisiert wird das Ganze durch eine Wild-West-Schießerei vor der Abfahrt des Zuges in Williams und einen „Eisenbahnüberfall“ auf der Rückfahrt. Während der Fahrt wird Verpflegung gereicht und Livemusik geboten.
Angeboten werden sechs Buchungsklassen. Der Preis für die Rückfahrkarte einschließlich reserviertem Sitzplatz beträgt (2014) zwischen $ 62 (50 Euro) und $ 209 (165 Euro). 225.000 Fahrgäste nutzen die Züge jedes Jahr, mehr als 2 Mio. seit der Wiederinbetriebnahme. 2006 waren es sogar 240.000.
Es wird geschätzt, dass die Grand Canyon Railway den Autoverkehr im Nationalpark um etwa 50.000 Fahrzeuge pro Jahr vermindert.

## Wissenswert
- Zwischen den Bahnhöfen Williams und Williams Junction verkehrte bis zum 31. Dezember 2017 ein im Vorhinein zu buchender Bus – Treffpunkt ein Hotel der Grand Canyon Railway nahe dem Grand Canyon Railway Bahnhof – um die Verbindung zu dem einzig hier haltenden Fernzug, dem Southwest Chief (Los Angeles–Williams–Albuquerque–Chicago), in beiden Richtungen herzustellen. Der Bahnhof Williams Junction in seiner heutigen Form ist/war nicht öffentlich zugänglich, da er mitten im Wald über keinerlei Infrastruktur verfügt. Im Jahre 2017 hat die Grand Canyon Railway mitgeteilt, den Bus nicht weiter betreiben zu wollen, da der Hotelbetrieb durch nachts wartende Passagiere – Züge in den USA haben zum Teil erhebliche Verspätungen – zu sehr beeinträchtigt wurde.[22] Daraufhin hat die Bahngesellschaft Amtrak beschlossen, den Haltepunkt Williams Junction zu schließen und Fahrgäste künftig mit einem Shuttlebus im mehr als fünfzig Kilometer entfernten Flagstaff ein-/aussteigen zu lassen.[23]

- Die gesamte Bahnstrecke steht heute nach Bundesrecht unter Denkmalschutz.
- Der Grand Canyon National Park ist der einzige der USA mit eigenem Bahnanschluss.